# هودز إنترتينمنت
هودز إنترتينمنت (بالإنجليزية: Hoods Entertainment)‏ هو استوديو أنمي ياباني. من أعماله سيكون نو كويسر.

## أعمال الاستوديو
- دريفترز

## وصلات خارجية
- هودز إنترتينمنت على موقع ANN company (الإنجليزية)

- الموقع الرسمي